# Ouette ouette
Ouette ouette är en spindelart som beskrevs av Michael Ilmari Saaristo 1998. Ouette ouette ingår i släktet Ouette och familjen Ochyroceratidae.
Artens utbredningsområde är Seychellerna. Inga underarter finns listade i Catalogue of Life.